# Baranyahídvég
Baranyahídvég é um município da Hungria, situado no condado de Baranya. Tem 8,49 km² de área e sua população em 2019 foi estimada em 165 habitantes.